# گئورگ میشون
گئورگ میشون (انگلیسی: Georg Mischon؛ زادهٔ ۲۸ ژوئیهٔ ۱۹۰۷ - درگذشته نامشخص) بازیکن هندبال اهل سوئیس بود.